# Katy Börner

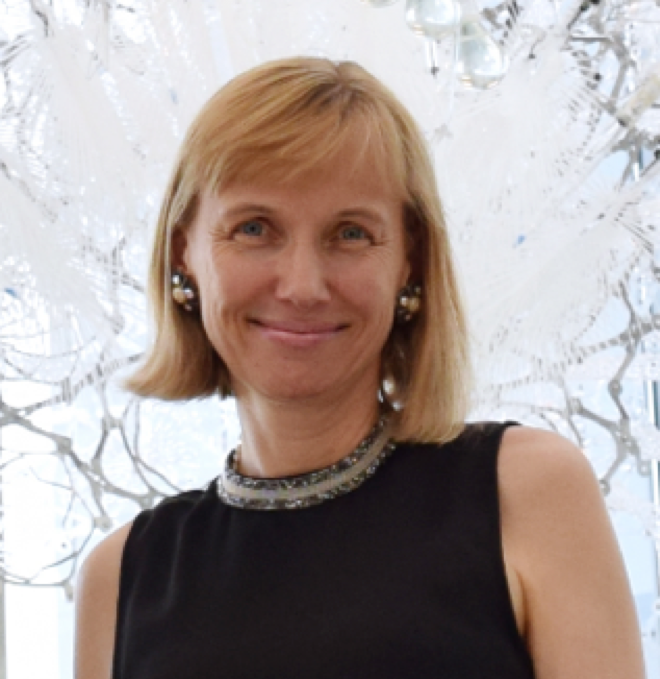
Katy Börner 2019

 Katy Börner (* Oktober 1967 in Leipzig) ist eine deutsch-amerikanische Ingenieurin, Informatikerin und Hochschullehrerin. 2019 wurde sie mit dem ersten Ada Lovelace Award ausgezeichnet.

## Leben und Werk
Börner studierte nach dem Abschluss am Fernmeldewerk Leipzig Elektrotechnik an der Universität Leipzig und erhielt 1991 dort den Masterabschluss. 1997 promovierte sie in Informatik an der Universität Kaiserslautern. Nach einem Jahr als Postdoc an der Universität Bielefeld wechselte sie 1998 an die Fakultät für Informatik an der Indiana University. 2013 wurde sie dort zur Victor-Yngve-Professorin an der School of Library and Information Science (heute Luddy School of Informatics, Computing and Engineering) ernannt.
Von 2011 bis 2013 arbeitete sie als Produzentin mit dem bildenden Künstler Ying-Fang Shen an dem Kurzfilm Humanexus. Dieser gewann weltweit zahlreiche Auszeichnungen, darunter den dritten Preis bei den Kunstfilmfestspielen von Aviff Cannes, das beste Originaldrehbuch (Animation) bei dem inoffiziellen Google+ Filmfestival 2014, die beste Kurzanimation beim Albany FilmFest 2014 und den Award of Excellence beim Kanada 2014 Internationales Filmfestival sowie den Documentary Shorts Award und den Best Director Award beim Macon Film Festival 2014.
2015 wurde sie für zwei Jahre zum Mitglied des Datenbeirats des US-Handelsministeriums ernannt.
Von 2017 bis 2019 war sie Humboldt-Stipendiatin an der Technischen Universität Dresden.
2018 wurde sie als ACM-Fellow gewählt für „Beiträge zu Methoden und Tools, mit denen Benutzer Daten in umsetzbare Erkenntnisse umwandeln können“.
2019 wurde sie von der Stadt Bloomington, Indiana, mit dem ersten Ada Lovelace Award ausgezeichnet.
Sie ist Gastprofessorin an der  Königlich Niederländischen Akademie der Künste und Wissenschaften in den Niederlanden und Gastprofessorin und Mercator Fellow am Institut für Informatik und Angewandte Kognitionswissenschaft der Universität Duisburg-Essen. Sie ist Gründungsdirektorin des Cyberinfrastructure for Network Science Center, einer Organisation, die sich der Untersuchung, Entwicklung und Förderung von Tools und Diensten zur Analyse und Visualisierung großer Netzwerke widmet, insbesondere in den Bereichen Biomedizin, Soziales und Verhalten, Wissenschaft, Physik und Technologie. Sie ist bekannt für ihre Atlasbücher. Der Atlas der Wissenschaften wurde 2011 von der Vereinigung für Informationswissenschaft und Technologie (ASIS & T) mit dem Preis für das beste Informationswissenschaftsbuch ausgezeichnet. Neben der Atlas-Reihe hat sie mehr als 200 Artikel für Fachzeitschriften und wissenschaftliche Texte verfasst und mehrere Publikationen herausgegeben.

## Auszeichnungen (Auswahl)
- American Association for the Advancement of Science (AAAS) Fellow, 2012.
- Atlas of Science: Visualizing What We Know (MIT) is the winner for The American Society for Information Science & Technology (ASIS&T) best Information Science book published in 2010.
- Outstanding Junior Faculty Award, Indiana University, Bloomington, 2003.
- Pervasive Technology Laboratories Fellowship, Indiana University, Sept. 2003–Aug. 2004.
- SBC Fellow, Round 4, 2003/2004.
- NSF CAREER Award, Sept. 2003–Aug. 2008.
- Trustees Teaching Award, School of Library and Information Science, Indiana University, 2003.
- Ph.D. Fellowship Studienstiftung des Deutschen Volkes e.V., Germany, 1992–1995.
- Altstipendiatin Konrad-Adenauer-Stiftung e.V., Germany.

## Patente
- Verfahren zur punktualen Ermittlung der spektralen Remissionsfunktion mittels eines optoelektronischen Farbmeßkopfes. DE 4120749 A1. Date of filing: 24. Juni 1991. Date of publication of application: 20. Februar 1992.
- Verfahren zur meßtechnischen Erfassung des punktualen Anstieges von Remissions-, Reflexions- und Transmissionsspektren mittels nur einer LED. DE 4126678 A1. Date of filing: 13. August 1991. Date of publication of application: 13. März 1992.

## Veröffentlichungen (Auswahl)

### Populärwissenschaftliche Bände (Atlanten)
- Atlas of Science. Visualizing What We Know. The MIT Press, Cambridge, MA 2010, ISBN 978-0-262-01445-8.
- Atlas of Knowledge. Anyone Can Map. The MIT Press, Cambridge, MA 2015, ISBN 978-0-262-02881-3.
- Atlas of Forecasts. Modeling and Mapping Desirable Futures. The MIT Press, Cambridge, MA 2021, ISBN 978-0-262-04595-7.

### Monographien und Sammelbände
- K. Börner; D. Polley: Visual Insights: A Practical Guide to Making Sense of Data. The MIT Press, 2014, ISBN 978-0-262-52619-7.
- K. Börner; Y. Ding; M. Conlon; J. Corson-Rikert: VIVO: A Semantic Approach to Scholarly Networking and Discovery. Morgan & Claypool Publishers, 2012, ISBN 978-1-60845-993-3.
- A. Scharnhorst; K. Börner; P. van den Besselaar: Models of Science Dynamics: Encounters Between Complexity Theory and Information Sciences. Springer, 2011, ISBN 978-3-642-23067-7.
- Contributor to the Panel on Modernizing the Infrastructure of the National Foundation Federal Funds Survey; National Research Council of the National Academies. Data on Federal Research and Development Investment: A Pathway to Modernization. The National Academies Press, 2009, ISBN 978-0-309-14523-7.
- K. Börner; C. Chen: Visual Interfaces to Digital Libraries. Springer, 2003, ISBN 978-3-540-00247-5.